# Ravne (Šoštanj)
Ravne (Duits: Raune) is een plaats in Slovenië en maakt deel uit van de gemeente Šoštanj in de NUTS-3-regio Savinjska. De plaats telde 1.099 inwoners op 1 januari 2020.